# کی‌آرآی وایپر

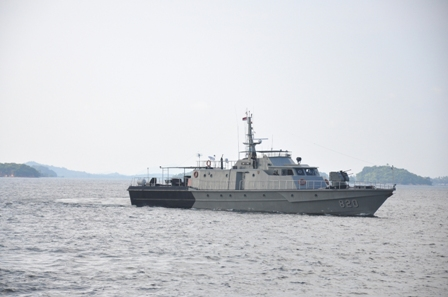
کشتی کی آرآی وایپر

کی‌آرآی وایپر (به انگلیسی: KRI Viper) یک کشتی است که طول آن ۴۰ متر (۱۳۱ فوت ۳ اینچ) می‌باشد. این کشتی در سال ۲۰۰۶ ساخته شد.